# Erich Hedemann
Erich Hedemann (* 22. Februar 1567 in Diepholz; † 8. Februar 1636 in Schleswig) war ein deutscher Rechtsgelehrter, Kanzler im Fürstentum Lüneburg und Hofrat von Christians IV. von Dänemark und des Grafen Anton Günther von Oldenburg.

## Leben
Erich Hedemann wurde 1587 Student der Jurisprudenz an der Universität Wittenberg, wechselte später nach Genf. Er wurde zum Dr. iur. promoviert. Dort wurde er durch seine Disputationen über die Pandekten bekannt und berühmt.
Seit 1596 war Hedemann zunächst als Rat und Advokat für die Celler Herzöge am Reichskammergericht in Speyer tätig, bevor er 1599 Hofrat in Celle wurde. Wenige Jahre später wurde er Dekan des Stiftes Bardowick. 1615 wurde er zum Kanzler des Fürstentums Lüneburg ernannt. Ein Schwerpunkt seiner Amtszeit sowohl als Hofrat, als auch als Kanzler waren die seit 1596 andauernden Auseinandersetzungen um das Erbe des Fürstentums Grubenhagen, welches 1617 gerichtlich den Celler Herzögen zugesprochen wurde. 1615 wurde Hedemann vom Kaiser Matthias zum kaiserlichen Pfalzgrafen ernannt. Er war mit Catharina Fischer verheiratet.
1628 wird Erich Hedemann von Herzog Friedrich von Holstein als Kanzler nach Gottorp berufen und avanciert schließlich zum Geheimen Rat des Dänenkönigs Christians IV. von Dänemark und des Grafen Anton Günther von Oldenburg.
Mit seinen Streitschriften über die Pandekten hat er indirekt auch die Entstehung und Entwicklung des BGB beeinflusst (vergleiche auch: Pandektenwissenschaft).

## Trivia
Nach Dr. jur. Erich Hedemann wurden die Hedemannstraße in Berlin-Kreuzberg und der Hedemannweg in Lemförde im Landkreis Diepholz im südlichen Niedersachsen benannt.

## Werke
- Disputationes semestres in Pandectas. Genf, 1596.